# SolarWinds
SolarWinds Inc. — американская компания, работает в области информационных технологий. Разрабатывает промышленное программное обеспечение для управления сетями, системами и инфраструктурой. Штаб-квартира находится в Остине, штат Техас.
Присутствовала на фондовом рынке с мая 2009 года до конца 2015 года и с октября 2018 года по настоящее время. По состоянию на декабрь 2020 года насчитывала около 300 тыс. клиентов, включая почти все компании из списка Fortune 500 и многочисленные федеральные агентства США.
Один из продуктов SolarWinds, Orion, которым пользуются около 33 тыс. клиентов из государственного и частного секторов, стал объектом крупномасштабной хакерской атаки, раскрытой в декабре 2020 года. Атака оставалась незамеченной в течение нескольких месяцев и все детали относительно нанесённого ущерба стали понятны лишь через некоторое время после первоначального раскрытия. В феврале 2021 года президент Microsoft Брэд Смит заявил, что это «самая крупная и изощрённая атака, которую когда-либо видел мир».

## Атаки 2019—2020 гг

### SUNBURST
13 декабря 2020 года газета The Washington Post сообщила, что несколько правительственных агентств были взломаны через[уточнить] программный комплекс Orion разработки SolarWinds. Компания сообщила Комиссии по ценным бумагам и биржам (SEC), что пострадали менее 18 тыс. из 33 тыс. клиентов Orion. По данным Microsoft, хакеры получили доступ суперпользователя к сертификатам для подписи токенов (SAML). Этот сертификат затем использовался для подделки новых токенов, что позволило хакерам получить административный доступ к информационным сетям.
Жертвами атаки стали Министерство финансов США, Национальное управление по телекоммуникациям и информации, Министерство торговли США, Министерство внутренней безопасности, а также компания FireEye, занимающаяся кибербезопасностью. Известные международные клиенты SolarWinds, в отношении которых существуют подозрения в незаконном проникновении, включают НАТО, Европейский парламент, Центр правительственной связи Великобритании, Министерство обороны Национальную службу здравоохранения Великобритании (NHS), Хоум-офис и компанию AstraZeneca.
Агентство по кибербезопасности США издало чрезвычайную директиву 21-01, в которой всем гражданским федеральным агентствам было рекомендовано отключить Orion.
По сообщению экспертов FireEye, хакеры поместили вредоносный код в обновления ПО Orion, которые позволяют злоумышленнику получить удалённый доступ к информационной среде жертвы. Первые признаки компрометации, по данным FireEye, датируются весной 2020 года. FireEye назвал вредоносную программу SUNBURST. Microsoft назвала её же Solorigate.
15 декабря 2020 года SolarWinds сообщила о взломе Комиссии по ценным бумагам и биржам США (SEC). Однако компания продолжала распространять обновления, заражённые вредоносным ПО, и не сразу отозвала скомпрометированный цифровой сертификат, использованный для их подписи.
16 декабря 2020 года немецкий портал ИТ-новостей Heise.de сообщил, что SolarWinds в течение некоторого времени поощряла клиентов отключать средства антивирусной защиты перед установкой продуктов SolarWinds.
Сообщается[кем?], что за атакой 2020 года стояла хакерская группа, известная как APT29 (она же Cozy Bear) работающая на Службу внешней разведки России(СВР).
Реакция правительства США
21 декабря 2020 года Генеральный прокурор США Уильям Барр заявил, что, по его мнению, взлом SolarWinds, по всей видимости, был совершён Россией, что противоречило заявлениям президента США Дональда Трампа.

### SUPERNOVA
см. SUPERNOVA

### Санкции
В начале января 2020 года пакет жёстких мер против Кремля за масштабную хакерскую атаку, связанную с SolarWinds, подготовила администрация Трампа, но в последний момент Трамп отказался подписывать этот документ.
23 февраля 2021 года администрация президента Байдена сообщила о подготовке новых санкций в отношении России.
Как сообщает Bloomberg, со ссылкой на информированные источники в Белом доме, власти США не исключают выдворения российских дипломатов в качестве новых санкций в отношении РФ.
По словам источников, возможная реакция Белого дома на хакерские атаки через SolarWinds и вмешательства в американские выборы, в коих обвиняют Россию, может включать в себя новые рестрикции и высылку российских дипломатов, которых посчитают «сотрудниками разведки». «Ответ Вашингтона, вероятно, будет включать в себя несколько элементов», — говорится в сообщении.
В апреле санкции были введены.
В апреле 2021 года США объявили о введении новых санкций против России, связанные с кибератакой на компанию SolarWinds и вмешательством в выборы. Как сообщила пресс-служба Белого дома, санкции направлены на наказание российских чиновников и организаций, которые, по мнению американского правительства, причастны к этим действиям.

### Комментарии
1. ↑  Кроме хакерской атаки, причиной введения новых санкций стало, как сообщается, отравление российского оппозиционного политика А. Навального[25]

### Сноски
1. ↑  SolarWinds Annnounceds Fourth Quarter 2019 Results. Дата обращения: 9 июня 2020. Архивировано 20 декабря 2020 года.
2. ↑  About SolarWinds. Дата обращения: 14 декабря 2020. Архивировано 20 декабря 2020 года.
3. ↑  Lind, Treva. SolarWinds blows into Post Falls. Journal of Business (22 сентября 2011). Дата обращения: 23 января 2018. Архивировано 20 декабря 2020 года.
4. 1 2  Cimpanu, Catalin. SEC filings: SolarWinds says 18,000 customers were impacted by recent hack. ZDNet. Дата обращения: 18 декабря 2020. Архивировано 15 декабря 2020 года.
5. ↑  Sanger, David E. Scope of Russian Hack Becomes Clear: Multiple U.S. Agencies Were Hit. New York Times (15 декабря 2020). Дата обращения: 18 декабря 2020. Архивировано 18 декабря 2020 года.
6. ↑  Cimpanu, Catalin. Microsoft says it identified 40+ victims of the SolarWinds hack. ZDNet. Дата обращения: 19 декабря 2020. Архивировано 20 декабря 2020 года.
7. ↑  SolarWinds is ‘largest’ cyberattack ever, Microsoft president says. Politico. Дата обращения: 15 февраля 2021. Архивировано 15 февраля 2021 года.
8. ↑  Lambert, John. Important steps for customers to protect themselves from recent nation-state cyberattacks (англ.). Microsoft (13 декабря 2020). Дата обращения: 13 декабря 2020. Архивировано 20 декабря 2020 года.
9. ↑  Cimpanu, Catalin. Microsoft, FireEye confirm SolarWinds supply chain attack (англ.). ZDNet. Дата обращения: 14 декабря 2020. Архивировано 16 декабря 2020 года.
10. ↑  Suspected Russian hackers breached U.S. Department of Homeland Security - sources. Reuters. Дата обращения: 16 декабря 2020. Архивировано 20 декабря 2020 года.
11. ↑  Gallanger, Ryan, Donaldson, Kitty, et al. (15 December 2020). «U.K. Government, NATO Join U.S. in Monitoring Risk From Hack». Bloomberg News website Архивировано 15 декабря 2020 года. Retrieved 15 December 2020.
12. ↑  Field, Matthew. (16 December 2020). «SolarWinds shareholders sold $280m days before breach was revealed». The Telegraph website Архивировано 20 декабря 2020 года. Retrieved 16 December 2020.
13. ↑  CISA Issues Emergency Directive to Mitigate the Compromise of SolarWinds Orion Network Management Products (англ.). Cybersecurity & Infrastructure Security Agency. Дата обращения: 15 декабря 2020. Архивировано 15 декабря 2020 года.
14. ↑  Global Intrusion Campaign Leverages Software Supply Chain Compromise. FireEye. Дата обращения: 18 декабря 2020. Архивировано 18 декабря 2020 года.
15. ↑  Microsoft, FireEye confirm SolarWinds supply chain attack. ZDNet (14 декабря 2020). Дата обращения: 16 декабря 2020. Архивировано 16 декабря 2020 года.
16. ↑  Sunburst Trojan – What You Need to Know. Deep Instinct (16 декабря 2020). Дата обращения: 17 декабря 2020. Архивировано 18 декабря 2020 года.
17. 1 2  The SolarWinds Perfect Storm: Default Password, Access Sales and More. threatpost.com. Дата обращения: 17 декабря 2020. Архивировано 17 декабря 2020 года.
18. ↑  What you need to know about the biggest hack of the US government in years. the Guardian (15 декабря 2020). Дата обращения: 16 декабря 2020. Архивировано 20 декабря 2020 года.
19. ↑  SolarWinds Hack Could Affect 18K Customers — Krebs on Security. Дата обращения: 16 декабря 2020. Архивировано 16 декабря 2020 года.
20. ↑  McCarthy, Kieren. SolarWinds: Hey, only as many as 18,000 customers installed backdoored software linked to US govt hacks. The Register (15 декабря 2020). Дата обращения: 16 декабря 2020. Архивировано 16 декабря 2020 года.
21. ↑  Varghese, Sam. iTWire - Backdoored Orion binary still available on SolarWinds website. www.itwire.com. Дата обращения: 16 декабря 2020. Архивировано 14 декабря 2020 года.
22. ↑  online, heise. l+f SolarWinds-Backdoor: Hersteller sorgte für Ausnahmen von AV-Überwachung. Security. Дата обращения: 17 декабря 2020. Архивировано 20 декабря 2020 года.
23. ↑  Russian government spies are behind a broad hacking campaign that has breached U.S. agencies and a top cyber firm. The Washington Post (13 декабря 2020). Дата обращения: 13 декабря 2020. Архивировано 13 декабря 2020 года.
24. ↑  Wilkie, Christina. Attorney General Barr breaks with Trump, says SolarWinds hack ‘certainly appears to be the Russians’ (англ.). CNBC. NBCUniversal News Group (21 декабря 2020). Дата обращения: 22 декабря 2020. Архивировано 12 апреля 2021 года.
25. 1 2  США обещают ввести новые санкции против Москвы. Какими они могут быть? Архивная копия от 24 февраля 2021 на Wayback Machine // BBC, 23.02.2021
26. ↑  В США засомневались в резонности санкций против России Архивная копия от 18 апреля 2021 на Wayback Machine // Лента.ру, 18 апреля 2021